# Pedro Dalton
Alejandro Fernández Borsani, más conocido como Pedro Dalton (Montevideo, 28 de octubre de 1967), es un cantante, escritor, pintor y dibujante uruguayo, líder y fundador de la banda de rock alternativo los Buenos Muchachos. Ha trabajado como músico y pintor en Montevideo, su ciudad natal, y en Buenos Aires.

## Biografía
Nació en Montevideo y creció en el barrio de Pocitos, hijo de Martha Borsani y Orlando Fernández, un saxofonista de jazz en cabarets y clarinetista en la banda policial. Es el segundo de tres hermanos; el menor, Marcelo Fernández, es guitarrista de los Buenos Muchachos, y el mayor, Orlando Fernández, bajista de los Buitres. Junto a sus hermanos, se ganó el sobrenombre "Dalton" por su parecido a los Hermanos Dalton, los forájidos de las historietas de Lucky Luke, basados en la Banda de los Dalton. Cursó la secundaria en la Escuela y Liceo Elbio Fernández y luego en el Liceo Joaquín Suárez; más tarde se preparó como ayudante de arquitecto en la UTU. Fue en la secundaria en donde empezó a ser conocido como "Pedro", debido a su parecido con Pedro Picapiedra. Influenciado por su abuelo, un italiano, Dalton comenzó a incursionar en el dibujo. A los 16 años de edad se fue a vivir sólo; antes de eso él mismo se define como "un guacho de apartamento".
Antes de la música, estudió pintura y trabajó como dibujante; estudió un año y medio con Nelson Ramos, siete años en el taller de Clever Lara y cursó un año en el Club de Grabado del Uruguay. Fue dibujante de la revista underground Expreso Nova, revista de culto de mediados de los ochenta en Montevideo. Hizo la tapa de Tango que me hiciste mal (1985), primer álbum de la banda Los Estómagos, y también el arte de El impulso (2007) de La Vela Puerca.
Empezó a dedicarse a la música a los 21 años. En 1990 pasó a formar parte de la banda Neanderthal, con la cual ensayó durante un año y medio pero nunca grabaron. En el año 1991 formó Buenos Muchachos junto a Gustavo Antuña, y al año siguiente se presentaron por primera vez en vivo. Al mismo tiempo que se dedicaba a la música, trabajaba como peón haciendo reformas y mantenimiento y pintando casas. En Buenos Muchachos, además de cantar, Dalton escribe y le pone las letras a la música previamente compuesta por el resto de la banda.
Como escritor, Dalton editó dos libros de poesía, Mentira el cielo y No solo de hambre vive el hombre, y una novela que empezó a escribir en 1996 titulada La cara del ángel. En 2010 se editó Cuatro libros de poesía y un montón de ojos en la cabeza, una recopilación de sus dos primeros libros.
En 2009, recibió junto a Buenos Muchachos dos discos de oro por Amanecer búho y Uno con uno y así sucesivamente (2000 copias vendidas cada uno). En 2012, su sexto álbum con la banda, Se pule la colmena, también se convirtió en disco de oro.
En 2012 debutó con su proyecto musical en Argentina, la banda Chillan las bestias.
En septiembre de 2013 se editó Rengos con Nike, un libro sobre Dalton y Buenos Muchachos escrito por el periodista Nelson Barceló a partir de charlas con los integrantes en un lapso de tres años.
Dalton también se dedica ocasionalmente a la actuación. Ha protagonizado varios videoclips, entre ellos "Ojos rojos" de Buitres. Su primer trabajo en el cine es Los enemigos del dolor (2014), una coproducción uruguaya-brasilera-alemana, donde Dalton interpreta a un ex adicto.

## Trabajos como escritor
- Mentira el cielo (Artefato; 2006)
- No sólo de hambre vive el hombre (Editorial Amuleto; 2007)
- La cara del ángel (Editorial Cachimba del piojo; 2009)
- Cuatro libros de poesía y un montón de ojos en la cabeza (Editorial Estuario; 2010)

## Discografía
Como cantante de Buenos Muchachos
- Nunca fui yo (1996)
- Aire rico (1999)
- Dendritas contra el bicho feo (2000)
- Amanecer búho (2004)
- Uno con uno y así sucesivamente (2006)
- Se pule la colmena (2011)
- Nidal (2015)
- #8 (2017)
- Vendrás a verte morir (2020)